# (4587) Rees
(4587) Rees – planetoida z grupy Amora okrążająca Słońce w ciągu 4 lat i 118 dni w średniej odległości 2,65 j.a. Została odkryta 30 września 1973 roku w Obserwatorium Palomar przez Cornelisa van Houten i Toma Gehrelsa. Nazwa planetoidy pochodzi od Martina Reesa, angielskiego astronoma. Przed nadaniem nazwy planetoida nosiła oznaczenie tymczasowe (4587) 3239 T-2.